# Foveosculum montanum
Foveosculum montanum är en stekelart som beskrevs av Heinrich 1967. Foveosculum montanum ingår i släktet Foveosculum och familjen brokparasitsteklar. Inga underarter finns listade i Catalogue of Life.